# Lee Ae-ran
Lee Ae-ran  est une militante sociale nord-coréenne qui agit pour les femmes de son pays, les réfugiés mais aussi pour que les étudiants afin qu'ils puissent obtenir des bourses d'études pour étudier l'anglais, langue indispensable pour poursuivre les études en Corée du Sud.
Elle obtient, le 10 mars 2010, de la secrétaire d'État des États-Unis Hillary Clinton et de Michelle Obama, Première dame des États-Unis, le Prix international de la femme de courage.

## Biographie
Lee Ae-ran nait en 1964 à Pyongyang en Corée du Nord. Alors qu'elle est âgée de 11 ans elle est envoyée, avec ses parents, en camps de travail forcé, dans la province de Ryanggang au nord du pays, car considérés comme étant de mauvais éléments par le gouvernement nord-coréen : ses grands-parents ont fait défection en fuyant en Corée du Sud. Elle reste emprisonnée 8 ans. Après sa libération, elle épouse un médecin. En 1997, afin de ne pas être à nouveau emprisonnée elle fuit la Corée du Nord, lorsqu'est publié un livre indiquant que son père avait été un opposant de Kim Il-sung, aux premières heures du régime. Elle parvient à partir avec son fils âgé de 4 ans, mais laisse derrière elle, son époux et sa famille.
En 2005, elle fonde le programme global de direction de bourses, qui accorde aux étudiants nord-coréens des bourses d'études pour apprendre l'anglais. En 2008, elle devient la première transfuge nord-coréenne à briguer un siège à l'Assemblée nationale. En 2009, elle est aussi la première réfugiée nord-coréenne à obtenir un doctorat en alimentation et nutrition de l'université pour femmes Ewha de Séoul.
En 2009, elle crée l'organisation non gouvernementale Hana Defector Women's Organization qui propose aux nord-coréennes qui vivent en Corée du Sud, une formation, la garde d'enfants, du soutien scolaire et une formation aux droits de l'homme.

## Source de la traduction
- (en) Cet article est partiellement ou en totalité issu de l’article de Wikipédia en anglais intitulé « Lee Ae-ran » (voir la liste des auteurs).